# La Boissiere-St. Martin Communal Cemetery
La Boissiere-St. Martin Communal Cemetery is een begraafplaats gelegen in de Franse plaats La Boissiere Saint-Martin (Somme). De militaire graven worden onderhouden door de Commonwealth War Graves Commission.
De begraafplaats telt 2 geïdentificeerde Gemenebest graven uit de Tweede Wereldoorlog.